# Vitex umbrosa
Espèce
Synonymes
- Nephrandra dubia Willd.[1]

Vitex umbrosa est une espèce de plantes à fleurs de la famille de Lamiaceae et appartenant au genre Vitex trouvée en Jamaïque.